# Dorcadion cinctellum
Dorcadion cinctellum är en skalbaggsart som beskrevs av Leon Fairmaire 1866. Dorcadion cinctellum ingår i släktet Dorcadion och familjen långhorningar. Inga underarter finns listade i Catalogue of Life.